# پیتر استورماره
پیتر استورماره (به سوئدی: Peter Stormare) با نام تولد رولف پیتر اینگوار استرم (زاده ۲۷ اوت ۱۹۵۳ در سوئد) از بازیگران سریال فرار از زندان در نقش «جان آبروزی» است. او علاوه بر بازیگری، کارگردان تئاتر، نمایش نامه‌نویس و موسیقیدان نیز هست. از فیلم‌های مشهوری که او در آن‌ها حضور داشته می‌توان به فیلم پارک ژوراسیک اثر استیون اسپیلبرگ اشاره کرد.

## فیلم‌شناسی
- فرار از زندان
- کنستانتین
- پسران بد ۲
- فارگو
- ۸میلی‌متری
- برادران گریم
- گروه ناجور
- سوپر ناچو
- تاکسیدو
- هانسل و گرتل: شکارچیان جادوگر
- آرماگدون
- مومین‌ها و تعقیب ستاره دنباله‌دار
- آخرین مقاومت
- رمزگویان باد
- دیلن داگ : مرگ شب
- خشم
- بیگانه را بگیر(۲۰۱۲)
- دلقک (فیلم ۲۰۱۴)
- همه را بکش
- اخطار قبلی
- ۱۱ ساعت
- کد مرگبار
- چادرنشینان شاد
- شکلات
- آنامورف
- جینی جونز
- مال
- ۱۳ ماه
- حفاظت بی‌شعور